# Рибаков Ярослав Володимирович
Ярослав Володимирович Рибаков  (рос. Ярослав Владимирович Рыбаков, 22 листопада 1980) — російський легкоатлет, олімпійський медаліст.

## Виступи на Олімпіадах
| Олімпіада  | Дисципліна       | Місце |
| ---------- | ---------------- | ----- |
| Афіни 2004 | стрибки у висоту | 6     |
| Пекін 2008 | стрибки у висоту | 3     |